# Đại sứ quán Hoa Kỳ tại Hà Nội
Đại sứ quán Hoa Kỳ tại Hà Nội là cơ quan đại diện ngoại giao cao nhất của Hợp chúng quốc Hoa Kỳ tại Hà Nội, Cộng hòa Xã hội chủ nghĩa Việt Nam. Đại sứ quán này đặt tại thủ đô Hà Nội và nhằm mục đích thúc đẩy lợi ích của Mỹ ở Việt Nam.

## Lịch sử
Văn phòng Sự vụ MIA của Hoa Kỳ chính thức mở cửa tại Hà Nội vào ngày 7 tháng 7 năm 1991, đánh dấu sự hiện diện liên tục đầu tiên của một cơ quan chính phủ Mỹ tại Việt Nam kể từ năm 1975. Đại sứ quán Hoa Kỳ tại Hà Nội được khánh thành vào ngày 6 tháng 8 năm 1995, trong chuyến thăm của Ngoại trưởng Warren Christopher. Cùng ngày hôm đó, Việt Nam cũng mở đại sứ quán của mình tại Washington.
Thư viện công cộng Trung tâm Hoa Kỳ Hà Nội chuyên cung cấp thông tin về con người và văn hóa Mỹ khai trương vào năm 1997.
Ngày 23 tháng 7 năm 1998, Thượng viện Mỹ bỏ phiếu ủng hộ việc tiếp tục tài trợ cho Đại sứ quán Hoa Kỳ tại Hà Nội, củng cố sự hợp tác đang diễn ra về vấn đề tù binh, quân nhân mất tích trong chiến tranh Việt Nam. Văn phòng Cơ quan Phát triển Quốc tế Hoa Kỳ (USAID) khánh thành ngày 19 tháng 11 năm 2000. Năm 2008, Đại sứ Michael Michalak tới dự lễ khai trương Trung tâm Hoa Kỳ đầu tiên tại Hà Nội.
Ngày 14 tháng 4 năm 2023, Bộ trưởng Ngoại giao Mỹ Antony Blinken đã chủ trì lễ động thổ xây dựng khu phức hợp đại sứ quán Hoa Kỳ mới trị giá 1,2 tỷ đô la tại Hà Nội. Khu phức hợp đại sứ quán này rộng tới 3,2 ha, sẽ tọa lạc tại phố Phạm Văn Bạch, quận Cầu Giấy và được đem cho thuê trong 99 năm.
Sau lễ khởi công, Trung Quốc từ chối lên lịch lại chuyến thăm bị hủy trước đó của Ngoại trưởng Blinken. Quyết định này chịu ảnh hưởng từ những lo ngại liên quan đến sự kiện khinh khí cầu của Trung Quốc năm 2023. Khi nước Mỹ đặt mục tiêu củng cố liên minh của mình ở Đông Nam Á nhằm chống lại ảnh hưởng của Trung Quốc, Việt Nam điều hướng sự cân bằng bấp bênh giữa việc thúc đẩy hợp tác với Washington trong khi vẫn duy trì mối quan hệ hữu nghị với Bắc Kinh, đặc biệt là khi Bắc Kinh ngày càng gia tăng sự hiện diện quân sự ở Biển Đông và củng cố mối quan hệ với Moskva.